# Экю (щит)

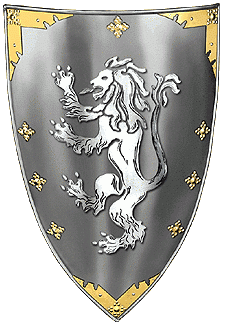
Щит экю

Духовенство, рыцарство и крестьянство. Миниатюра из «Книги здоровья» Альдобрандино ди Сиена. Франция, XIII в.

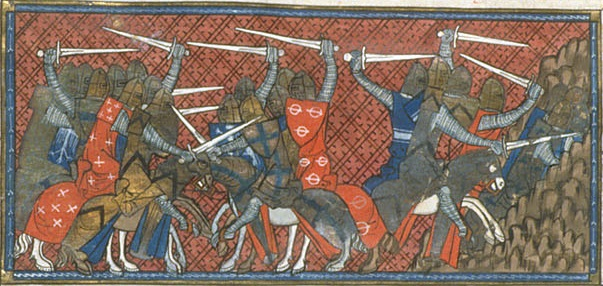
Битва при Андернахе. Миниатюра из «Больших французских хроник». 1330-е гг.

Экю́ (фр. Écu) — тип щита, бывший частью снаряжения всадников в броне во время средневековых войн.
Экю имел треугольную форму и происходил от раннесредневекового миндалевидного щита. Использовался в период с примерно 1200 года по 1450 год. На протяжении этого периода американский исследователь Башфорд Дин проследил семь форм экю, а именно:
1. Треугольный щит, довольно высокий, но ниже миндалевидного щита (1200—1250).
2. Треугольный щит, существенно меньший по высоте (1250—1280).
3. Маленький треугольный щит (1280—1310).
4. Щит, больший по размеру, с отчетливой оживальной формой (с выпуклыми боковыми сторонами, т. н. форма жаровни, 1300—1350).
5. Щит оживальной формы, несколько выше и уже предыдущего, появляется умбон (1350—1400).
6. Щит сохраняет предыдущую форму анфас, но становится изогнутым — нижний конец и верхний край отгибаются наружу, умбон становится более выступающим (1380—1420).
7. Нижний конец щита становится широким, в результате он теряет треугольную форму и приобретает скорее трапециевидную. Этот нижний конец по-прежнему выгнут наружу, тогда как в отношении верхнего края это не заметно. Умбон сохраняется (1430—1450).

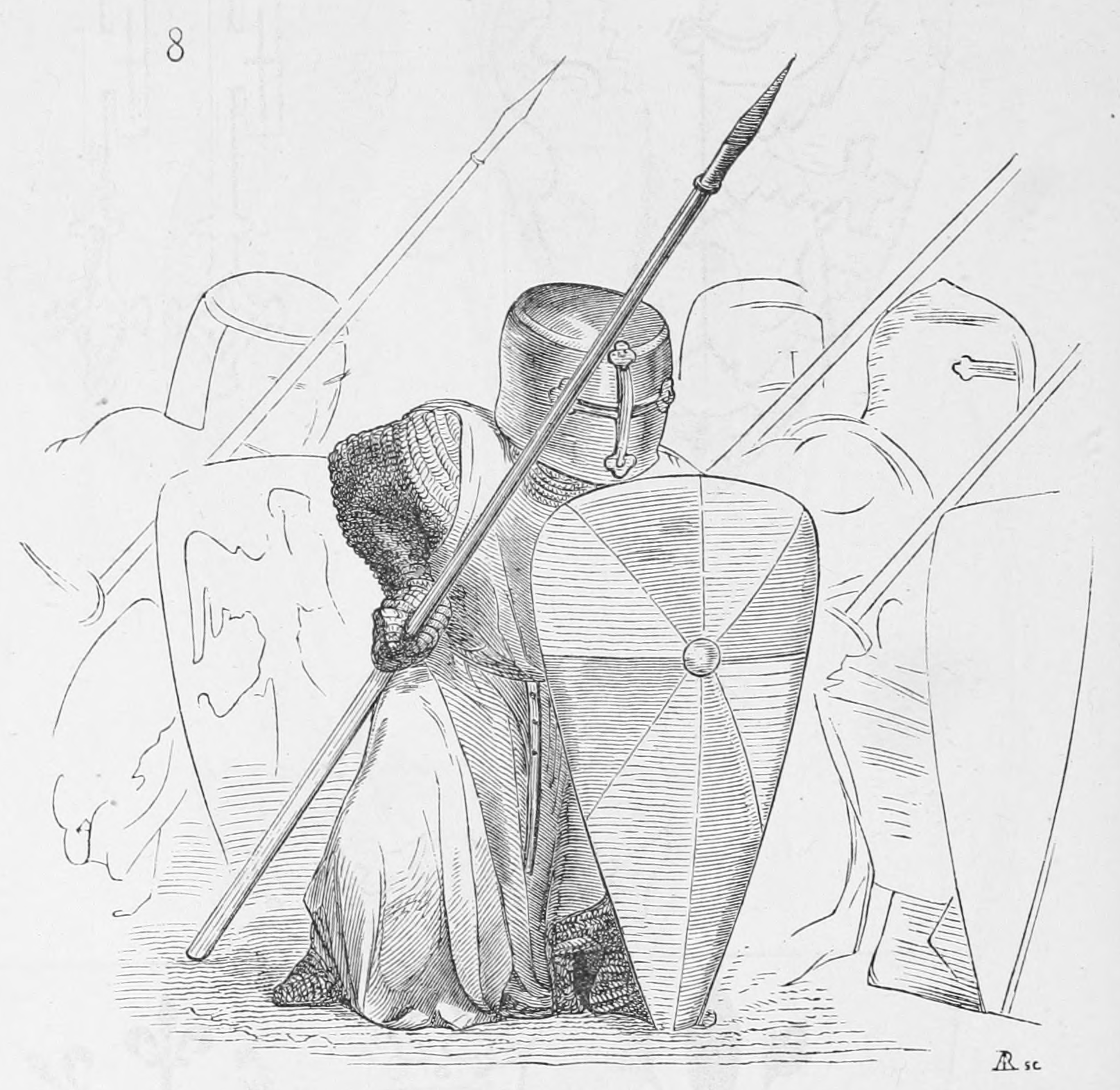
Экю 1 по Дину
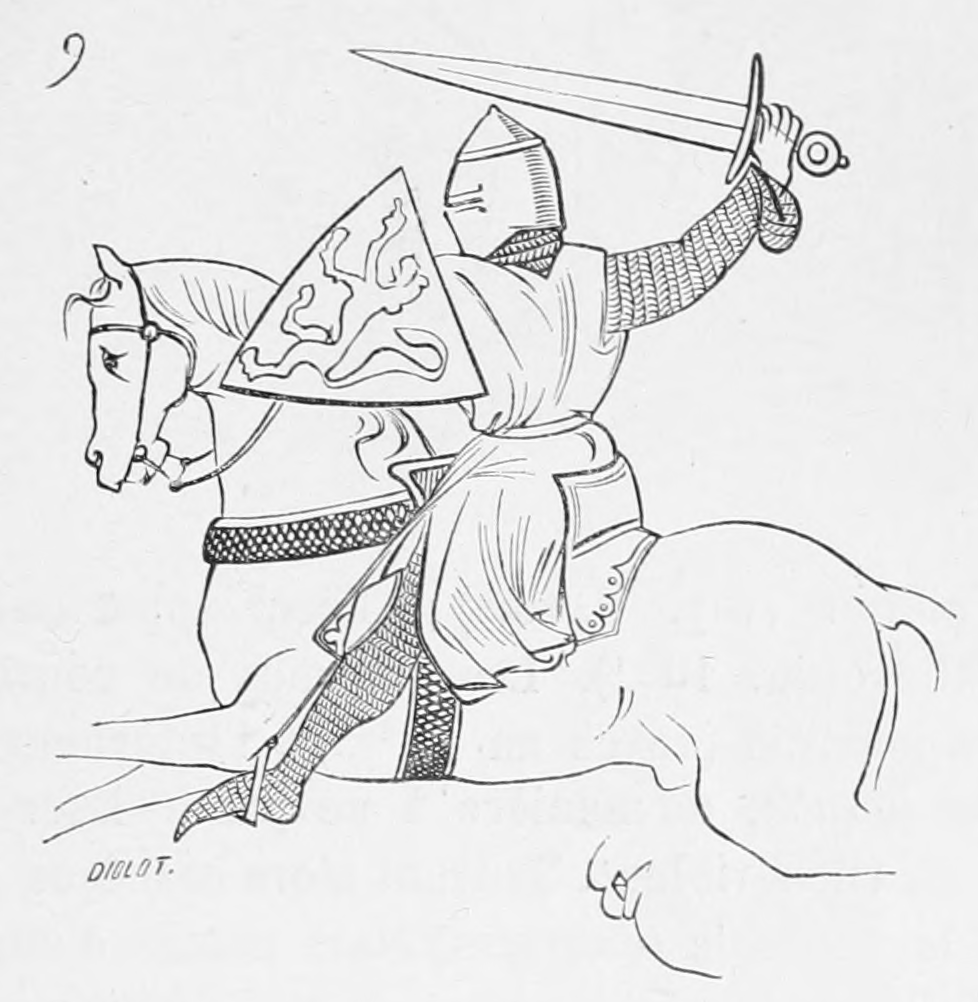
Экю 3 по Дину
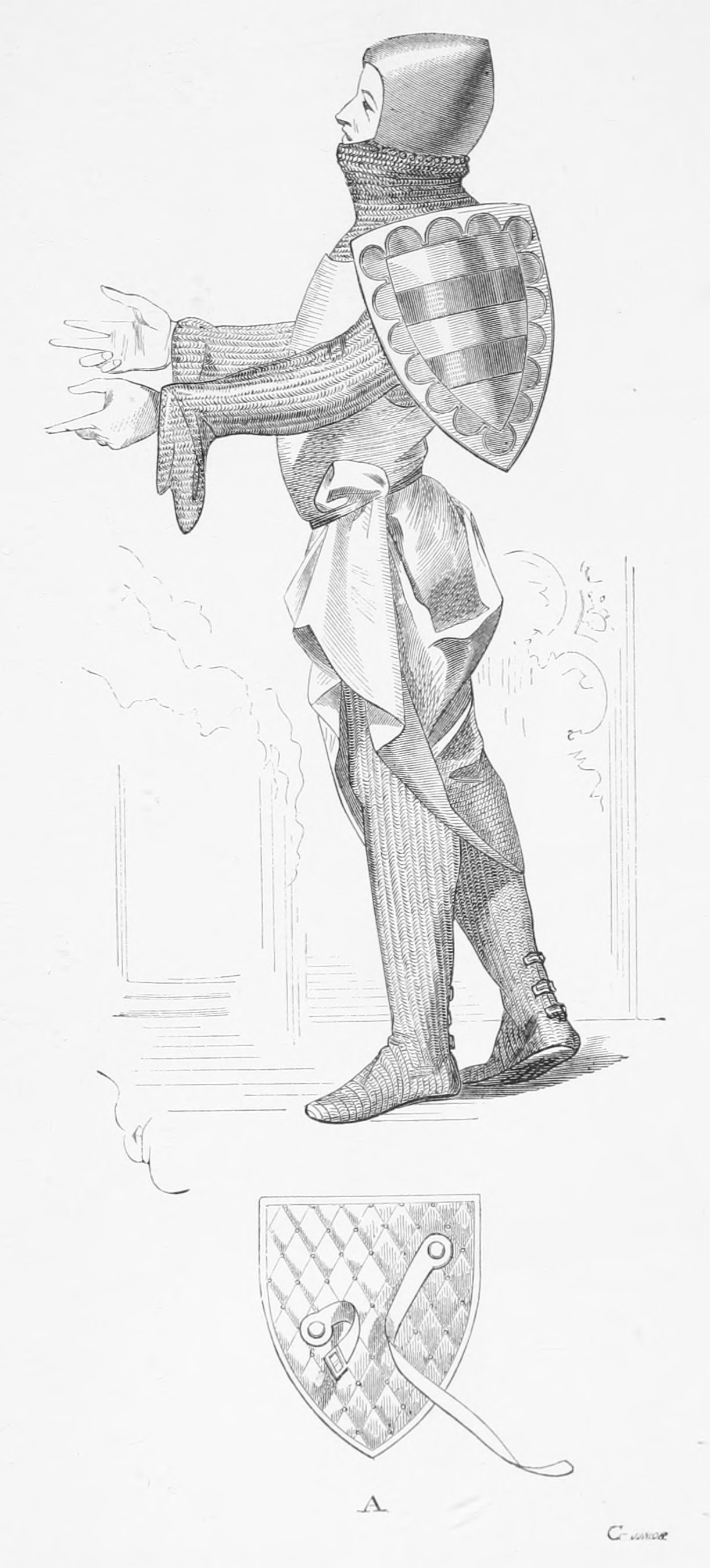
Экю 4 по Дину
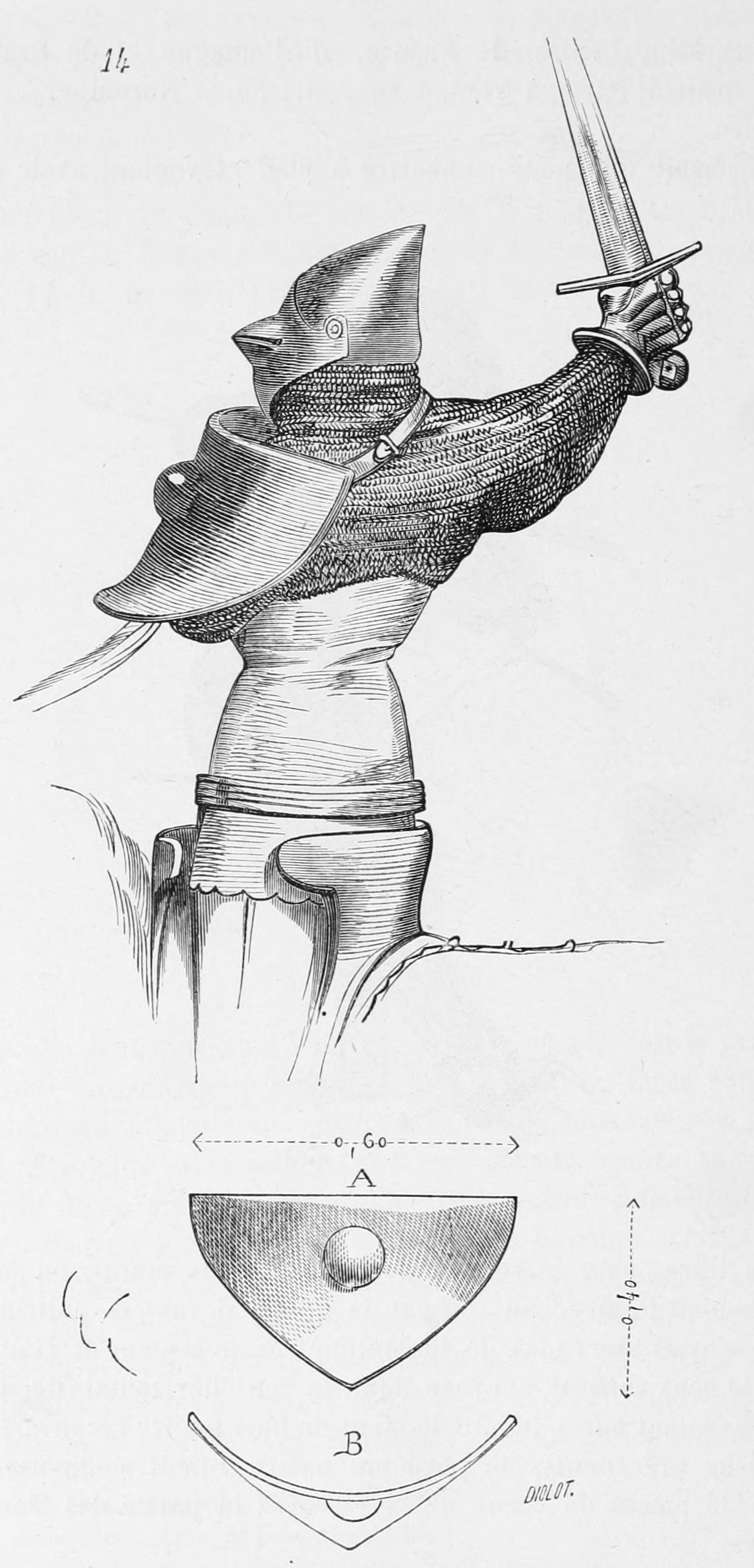
Щит, сочетающий черты экю 6 и 7 по Дину

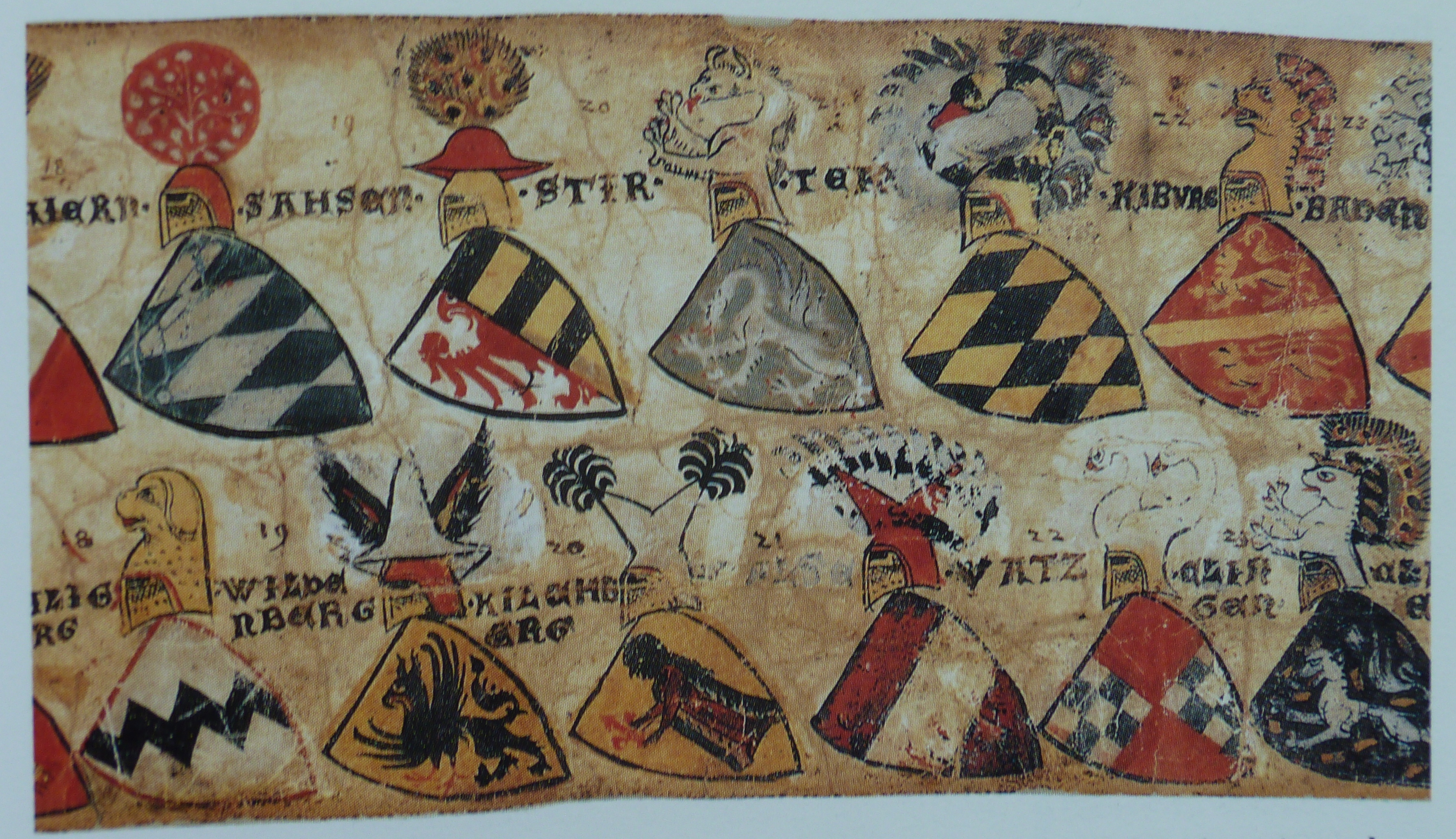
Страница из Цюрихского гербовника, 1340 год

Как и все средневековые щиты, экю изготавливался из дерева, покрытого кожей, и мог усиливаться полосками металла или роговыми пластинками.
Во французском языке слово «оруженосец» звучит écuyer (а в латинском «scutarius» от скутума). Это слово происходит именно от названия этого щита, так как оруженосцы носили экю рыцарей, которым они служили.
На экю обычно наносили герб, обозначающий королевство или семью.